# Badgam (distrikt)
Badgam är ett distrikt i Indien.   Det ligger i unionsterritoriet Jammu och Kashmir, i den norra delen av landet, 600 km norr om huvudstaden New Delhi.